# 酵母甾醇
酵母甾醇（英語：Zymosterol，又叫5α-胆甾-8,24-二烯-3β-醇，5α-Cholesta-8,24-dien-3β-ol）是一种胆固醇合成的中间产物，从酵母甾醇到胆固醇的合成步骤主要在内质网中进行。